# Збирання видобутої нафти
Збира́ння ви́добутої на́фти (англ. gathering of recoverable oil; нім. Sammlung f des geförderten Erdöls) — у нафтовидобуванні — процес транспортування по трубопроводах нафти, води і газу (нафти видобувної) від свердловин до центрального збірного пункту.
СИСТЕМА НАФТОГАЗОЗБИРАННЯ — сукупність способів збирання нафти видобувної на нафтовому промислі і технологічного комплексу взаємопов'язаних споруд, механізмів, машин і т. ін., що забезпечують їх. За ступенем герметизації виділяють системи нафтогазозбирання відкриті, змішані (частково герметизовані), герметизовані; за кількістю збірних трубопроводів для транспортування продукції свердловин — одно-, дво- і тритрубні; за величиною напору — самопливні, напірні (низько- і високонапірні); за типом вимірно-сепараційного устаткування — з індивідуальним і груповим устаткуванням.